# Caffè del Tasso
Il Caffè del Tasso è un locale storico sito nella centrale Piazza Vecchia della Città Alta di Bergamo. Fa parte dell'associazione Locali storici d'Italia.

## Storia
Le prime notizie relative al Caffè del Tasso risalgono al 1476, quando venne inaugurato sotto il nome di Locanda delle due spade.
Dal 1814 al 1859 Bergamo finisce sotto l'Impero austriaco e fa parte del Regno Lombardo-Veneto. Nel 1849 una cannonata austriaca centra il locale.
Il Caffè del Tasso viene in seguito adottato come base dai bergamaschi che decisero di seguire Giuseppe Garibaldi nella Spedizione dei Mille. I locali conservano infatti la foto di  Agostino Pasquinelli, uno dei tanti volontari cittadini.
Nel 1861 il locale prende il nome di Torquato Tasso Caffè e Bottiglieria, allorché l'allora giunta comunale colloca proprio di fronte ai locali, sotto al Palazzo della Ragione, la statua dedicata al poeta Torquato Tasso, che ha i propri natali da nobile famiglia bergamasca della Val Brembana.
Nel secondo Ottocento, dismessa l'austera veste medievale, il locale venne adeguato alle nuove tendenze architettoniche secondo lo stile neoclassico, e anche il suo nome venne cambiato, assumendo l’attuale denominazione di Caffè del Tasso.
Il locale conta nel tempo innumerevoli visite, tra i suoi avventori, da parte di personaggi famosi, tra i quali vengono annoverati, nel tempo, artisti, musicisti, scrittori, premi Nobel, divi di Hollywood, personaggi famosi dello sport, del cinema e della canzone italiana ed internazionale.
Il Tasso fa parte della catena associativa dei "Locali Storici d'Italia".